# بوبي هاو (لاعب كرة قدم)
بوبي هاو (بالإنجليزية: Bobby Howe)‏ هو مدرب كرة قدم ولاعب كرة قدم بريطاني، ولد في 22 ديسمبر 1945 في Chadwell St Mary ‏ في المملكة المتحدة. لعب مع نادي بورنموث ووست هام يونايتد.